# 1973年中国大陆
| 中国历史 / 中国历史年表 |
| 世紀： 19世纪中国 / 20世纪中国 / 21世纪中国 |
| 年代： 1940年代中国 / 1950年代中国大陆 / 1960年代中国大陆 / 1970年代中国大陆 / 1980年代中国大陆 / 1990年代中国大陆 / 2000年代中国大陆                         |
| 年份： 1969年中国大陆 / 1970年中国大陆 / 1971年中国大陆 / 1972年中国大陆 / 1973年中国大陆 / 1974年中国大陆 / 1975年中国大陆 / 1976年中国大陆 / 1977年中国大陆 |
| 纪年： 癸丑年（牛年）、中华人民共和国成立24周年 |

## 领导人
- 中共中央主席：毛泽东
- 国家主席：缺位
- 国务院总理：周恩来
- 全国人大常委会委员长：朱德
- 国家副主席：宋庆龄和董必武

## 大事記
- 2月6日，四川省炉霍县雅德7.9级地震。死亡2175人，受伤2756人[1]。
- 2月13日，新华社报道，1972年是解放以来中国电力发电站装机最多的一年。
- 2月20日，在周恩來的力荐和支持下[2]，邓小平离开江西，回到北京中南海舊居[3]:138。
- 3月4日，甘肃省靖远矿区大水头煤矿有人在井下放炮引起瓦斯爆炸，死亡47人。
- 3月7日，新华社报道，中国发展组合机床取得显著成就。
- 3月10日，中共中央决定恢复邓小平国务院副总理的职务。
- 3月19日，吉林省辽源矿务局太信煤矿瓦斯和煤尘爆炸，死亡53人，伤55人。
- 4月10日，决定建设邯邢钢铁、煤炭基地。
- 4月15日，春季广交会开幕，与中国发展贸易的国家和地区达140多个。
- 4月27日，23:30左右甘肃庄浪县李家咀水库遇超标准洪水垮坝，死亡580人。
- 5月4日，中国日本共同投资施工建设中日海底电缆。
- 6月23日，江苏徐州夹河矿瓦斯爆炸，死亡50人。
- 6月28日，氢弹试验。
- 7月16日，成立计划生育领导小组。
- 8月5日，全国环保会议召开，制定《关于保护和改善环境的若干规定》。
- 8月24日至28日，中国共产党第十次全国代表大会在北京召開，邓小平再次成为中共中央委员。
- 8月27日，中国第一台百万次集成电路电子计算机研制成功。
- 9月3日，中国第一台天文测时、测纬光电等高仪研制成功。
- 9月14日，海南岛受台风袭击，全岛死亡903人，伤1955人。
- 11月8日，西藏军区在海拔3800米高寒地区大规模种植冬小麦丰收。
- 11月23日，湖南浏阳县牛石公社出口花炮厂职工用碾过氯酸钾的碾子碾木炭导致爆炸，死亡53人，伤37人，经济损失23万元[4]。

## 水灾
长江下游干流大水，大通实测洪峰流量70000m3/s,沿江受灾。钱塘江、闽江、北江、东江和韩江大水，浙、闽、粤3省部分地区水灾。